# Trentepohlia umbrina
Trentepohlia umbrina of oranjerood groenwier is een draadvormige groenwier uit de familie Trentepohliaceae. De alg leeft op rotsen en boomstammen. Ze kan grote oppervlakken bedekken met roodverkleurde draden. De menieachtige oranje kleur ontstaat door carotenoïde-pigmenten, kleurstoffen zoals die ook in wortels voorkomen. De plant is afkomstig uit Zuid-Europa en sinds ca. 2000 steeds vaker te zien in de bossen van de Lage Landen.